# Hausbank München
Die Hausbank München eG Bank für Haus- und Grundbesitz ist eine deutsche bundesweit agierende Genossenschaftsbank mit Sitz in der bayerischen Landeshauptstadt München.

## Geschichte
Die heutige Hausbank München eG Bank für Haus- und Grundbesitz residiert im selben Gebäude wie der Haus- und Grundbesitzerverein München und Umgebung, von dem ab 1906 die Idee zur Gründung ausging. Schließlich wurde sie am 26. Oktober 1908 als Bank für Haus- und Grundbesitz in München eingetragene Genossenschaft mit beschränkter Haftpflicht gegründet. Sie wurde zur Unterstützung von in Not geratenen Hausbesitzern geschaffen.
Unter der Firmierung Bank für Haus- und Grundbesitz in München eG fusionierte sie im Jahr 2000 mit der Landesbank bayerischer Haus- und Grundbesitzer AG mit dem Sitz in München zur Bank für Haus- und Grundbesitz eG Hausbank München. Im Jahr 2007 erfolgte die Umfirmierung in den noch heute gültigen Namen.

## Rechtsverhältnisse
Die Hausbank München eG Bank für Haus- und Grundbesitz ist im Genossenschaftsregister beim Amtsgericht München unter GnR 2121 eingetragen.

## Organisationsstruktur
Rechtsgrundlagen sind das Genossenschaftsgesetz und die durch die Vertreterversammlung beschlossene Satzung. Organe der Bank sind der Vorstand, der Aufsichtsrat und die Vertreterversammlung.

## Sicherungseinrichtung
Die Hausbank München eG Bank für Haus- und Grundbesitz ist der amtlich anerkannten Sicherungseinrichtung des Bundesverbandes der Deutschen Volksbanken und Raiffeisenbanken GmbH und der zusätzlichen freiwilligen Sicherungseinrichtung des Bundesverbandes der Deutschen Volksbanken und Raiffeisenbanken e.V. angeschlossen. Ebenfalls ist sie Mitglied im Bundesverband der Deutschen Volksbanken und Raiffeisenbanken e.V.

## Geschäftsausrichtung
Die Hausbank München eG Bank für Haus- und Grundbesitz betreibt das Universalbankgeschäft. Die Kerntätigkeit der Hausbank liegt im Bereich der Immobilienwirtschaft und Immobilienfinanzierung. Im Verbundgeschäft arbeitet sie mit der DZ Bank, R+V Versicherung, Bausparkasse Schwäbisch Hall, Teambank, VR Smart Finanz, DZ Hyp und der Union Investment zusammen.

## Geschäftsgebiet
Das Geschäftsgebiet liegt innerhalb von Deutschland.
Außer der Geschäftsstelle am Hauptsitz der Bank werden keine weiteren Geschäftsstellen betrieben.